# Cizer
Cizer là một xã thuộc hạt Sălaj, România. Dân số thời điểm năm 2002 là 2473 người.